# بایزل (کمون)
بایزل (به فرانسوی: Bisel) یک کمون (فرانسه) در فرانسه است که در او-رن واقع شده‌است. بایزل ۸٫۱ کیلومتر مربع مساحت دارد و ۴۱۱ متر بالاتر از سطح دریا واقع شده‌است.